# 哈卡尼网络
哈卡尼网络，盘踞在巴基斯坦的武装组织，活跃于阿富汗首都喀布尔以及与巴基斯坦交界的阿东部一些省份。哈卡尼网络由贾拉勒丁·哈卡尼成立于1980年代，1995年起加入塔利班，与基地组织相关联，他们从巴基斯坦北部的瓦济里斯坦部落地区开展行动。据信该集团与巴基斯坦情报部门的重要人员有联系，但是巴基斯坦官方否认这一指称。哈卡尼网络一向被指发动了针对驻阿富汗的美国与北约军队的一系袭击，其中包括2011年对美国驻喀布尔使馆的袭击。
2009年6月，曾有美军士兵鲍·伯格达尔在帕克蒂卡省的军营附近失踪，7月时得知其为哈卡尼集团所俘，並在之後遭关押长达五年。2012年，哈卡尼网络被美国政府列入恐怖组织，该组织曾參與阿富汗戰爭中自由哨兵行动期間的戰事，以及巴基斯坦西北部戰爭。
2018年，哈卡尼創始人贾拉勒丁過世，其子希拉傑丁·哈卡尼繼承了組織。希拉傑丁在塔利班重獲政權後加入了治國12人委員會，並於2022年首次於媒體前公開露面。

## 延伸閲讀
- Vahid Brown, Don Rassler.  1. Oxford University Press. 1 February 2013: 320. ISBN 978-0-19-932798-0.

## 外部連結
- Haqqani Network （页面存档备份，存于）, GlobalSecurity.org
- Haqqani Network （页面存档备份，存于）, Institute for the Study of War
- Sirajuddin Haqqani, Rewards for Justice Program
- Haqqanis: Growth of a militant network （页面存档备份，存于）, BBC News, 14 September 2011
- Q&A: Who are the Haqqanis? （页面存档备份，存于）, Reuters
- 哈卡尼网络在《紐約時報》上的節選新聞及評論
- Haqqani Network Financing: The Evolution of an Industry （页面存档备份，存于） – The Combating Terrorism Center at West Point, July 2012
- The Haqqani History: Bin Ladin's Advocate inside the Taliban （页面存档备份，存于） – National Security Archive Electronic Briefing Book, 11 September 2012

 本文全部或部分内容来自美国联邦政府所属的美国之音网站。根据版权条款（英文）和有关美国政府作品版权的相关法律，其官方发布的内容属于公有领域。